# برو إفولوشن سوكر 2018
برو إفولوشن سوكر 2018 (بالإنجليزية: Pro Evolution Soccer 2018)‏ وتختصر بيس 2018 (PES 2018)، هي لعبة كومبيوتر تهتم برياضة كرة القدم، اصدرت في 12 سبتمبر 2017، تعمل على أنظمة حاسوب كل من مايكروسوفت ويندوز، وبلاي ستيشن 3، وبلاي ستيشن 4، وإكس بوكس 360، وإكس بوكس ون، تم وضع غلاف لاعبي نادي برشلونة الأسباني في الغلاف الرسمي للعبة.